# Oiophysa distincta
Oiophysa distincta är en insektsart som beskrevs av Woodward 1952. Oiophysa distincta ingår i släktet Oiophysa och familjen Peloridiidae. Inga underarter finns listade i Catalogue of Life.